# Channel 少女時代
《Channel 少女時代》（韓語：채널 소녀시대）為韓國On Style有線電視台的實境節目。節目主角為韓國女團少女時代成員，總計劃策劃人（主持）是全炫茂、Key。當中每位少女時代成員會親自打造最適合自己的設定或希望嘗試的領域製作節目，可以看到每個人不同的魅力和生活方式。在發佈會中，成員表示希望以不同於舞台上的形象，少女時代能透過節目充分向觀眾展現最真實的一面，以及彼此互動的默契。製作組派發共三十萬信用卡，作為整隊的國內旅行、節目錄製和伙食經費（其中的國外行程、份外行程費不計算在內）。
《Channel 少女時代》於07月21日晚上九時正式首播。

## 節目背景
- 於2015年7月2日，On Style宣佈少女時代成員將會出演一個名為《Channel 少女時代》的綜藝節目。
- 於2015年7月2日釋出的節目預告片中，每位成員皆會製作各自的節目：[2]

1. Channel Tiffany：《Tiffany X》[3]
2. Channel Yuri：《Beauty & Body Show》[4]
3. Channel 秀英：《今天穿什麼》[5]
4. Channel 徐玄：《老么的雙重生活》[6]
5. Channel Sunny：《明朗少女挑戰記》[7]
6. Channel 潤娥：《Yum Yum TV》[8]
7. Channel 太妍：《Self Master》[9]
8. Channel 孝淵：《Private Home Life》[10]

- 於2015年7月21日正式首播，首爾時間每週二播放一集。

## 節目成員
| 藝名   | 藝名   | 藝名     | 本名   | 本名           | 本名                  | 出生日期      | 國籍 |
| 藝名   | 漢字   | 諺文     | 漢字   | 諺文           | 羅馬拼音              | 出生日期      | 國籍 |
| ------ | ------ | -------- | ------ | -------------- | --------------------- | ------------- | ---- |
| 太妍   | 태연   | TaeYeon  | 金泰耎 | 김태연         | Kim Tae-yeon          | 1989年3月9日  |      |
| 珊妮   | 써니   | Sunny    | 李純揆 | 수잔 순규 이   | Susan Soonkyu Lee     | 1989年5月15日 |      |
| 珊妮   | 써니   | Sunny    | 李純揆 | 이순규         | Lee Soon-gyu          | 1989年5月15日 |      |
| 蒂芬妮 | 티파니 | Tiffany  | 黃美英 | 스테파니 영 황 | Stephanie Young Hwang | 1989年8月1日  | 美国 |
| 蒂芬妮 | 티파니 | Tiffany  | 黃美英 | 황미영         | Hwang Mi-young        | 1989年8月1日  | 美国 |
| 孝淵   | 효연   | HyoYeon  | 金孝淵 | 김효연         | Kim Hyo-yun           | 1989年9月22日 |      |
| 俞利   | 유리   | YuRi     | 權俞利 | 권유리         | Kwon Yu-ri            | 1989年12月5日 |      |
| 秀英   | 수영   | SooYoung | 崔秀榮 | 최수영         | Choi Soo-yeong        | 1990年2月10日 |      |
| 潤娥   | 윤아   | YoonA    | 林潤妸 | 임윤아         | Lim Yoon-a            | 1990年5月30日 |      |
| 徐賢   | 서현   | SeoHyun  | 徐朱玄 | 서주현         | Seo Ju-hyun           | 1991年6月28日 |      |

## 播出一覽
| 集數 | 播出日期   | 標題                       |
| ---- | ---------- | -------------------------- |
| 01   | 2015/07/21 | 潤娥恋情遭调侃害羞脸红     |
| 02   | 2015/07/28 | 少女時代自毀形象公開屈辱照 |
| 03   | 2015/08/04 | 潤娥撒嬌賣萌被銀赫稱耍酒瘋 |
| 04   | 2015/08/11 | 少女時代變身小黃人唱歌萌翻 |
| 05   | 2015/08/18 | 少女時代最強水上達人選拔賽 |
| 06   | 2015/08/25 | 少女們的浪漫紐約之旅       |
| 07   | 2015/09/01 | 太妍流淚真心告白           |
| 08   | 2015/09/08 | 少女時代頒獎禮上演精神戰   |